# Hustjärnen (Grundsunda socken, Ångermanland)
Hustjärnen är en sjö i Örnsköldsviks kommun i Ångermanland och ingår i Husåns huvudavrinningsområde.